# خط تأخیر آنالوگ

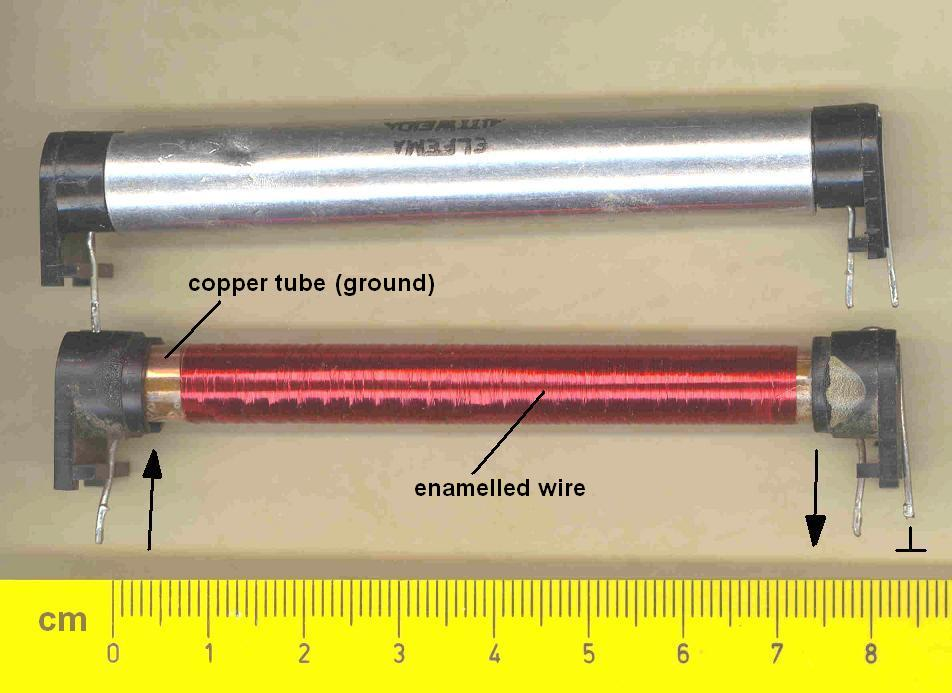
خط تأخیر الکتریکی (450 ns) از یک تلویزیون رنگی. ساخته شده از سیم مسی لاکی، در یک لایه به دور یک لوله مسی پیچیده شده و یک شبکه سلفی-خازنی گسسته را شکل می‌دهد.

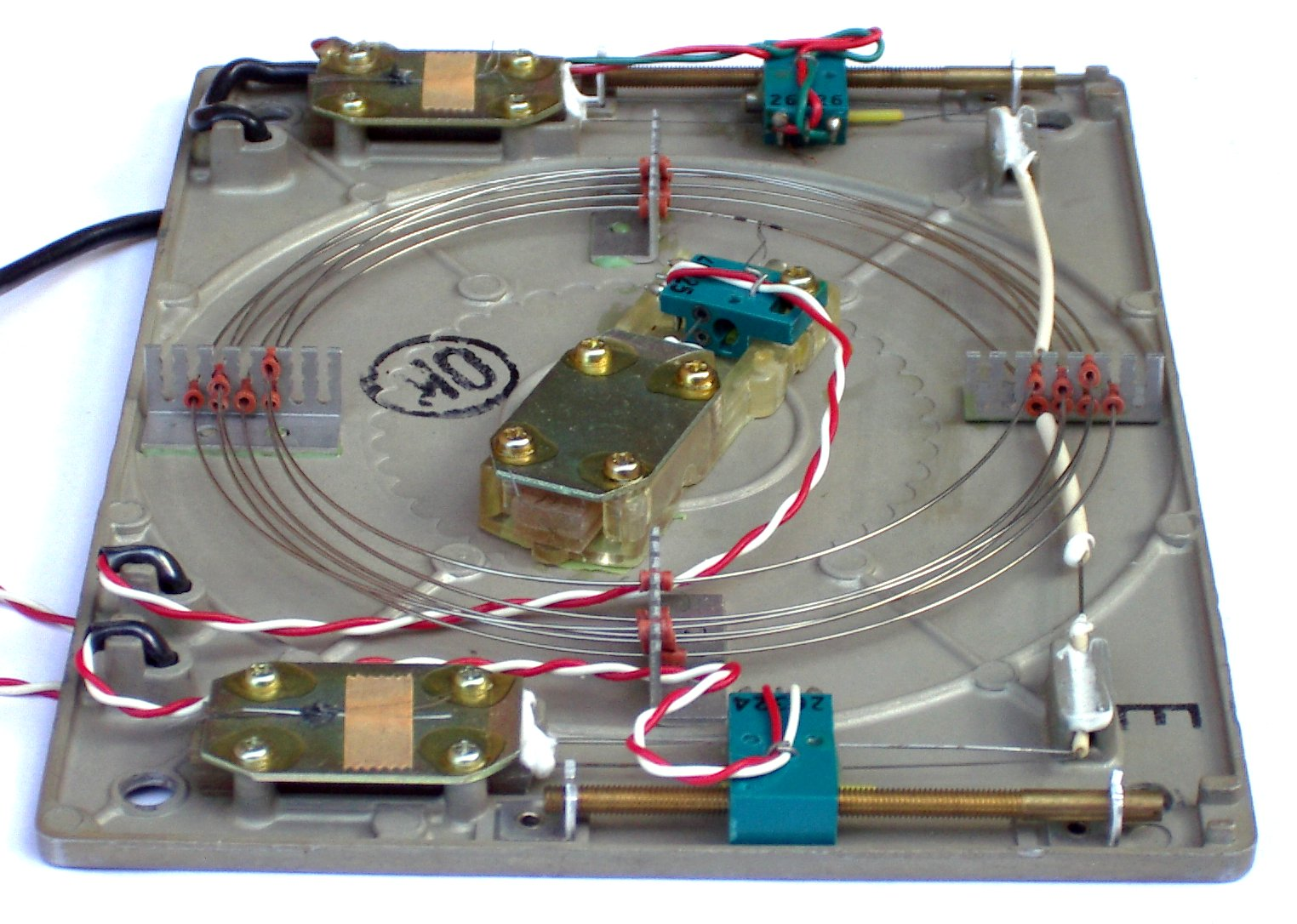
خط تاخیر سیم پیچ مغناطوکشسانی

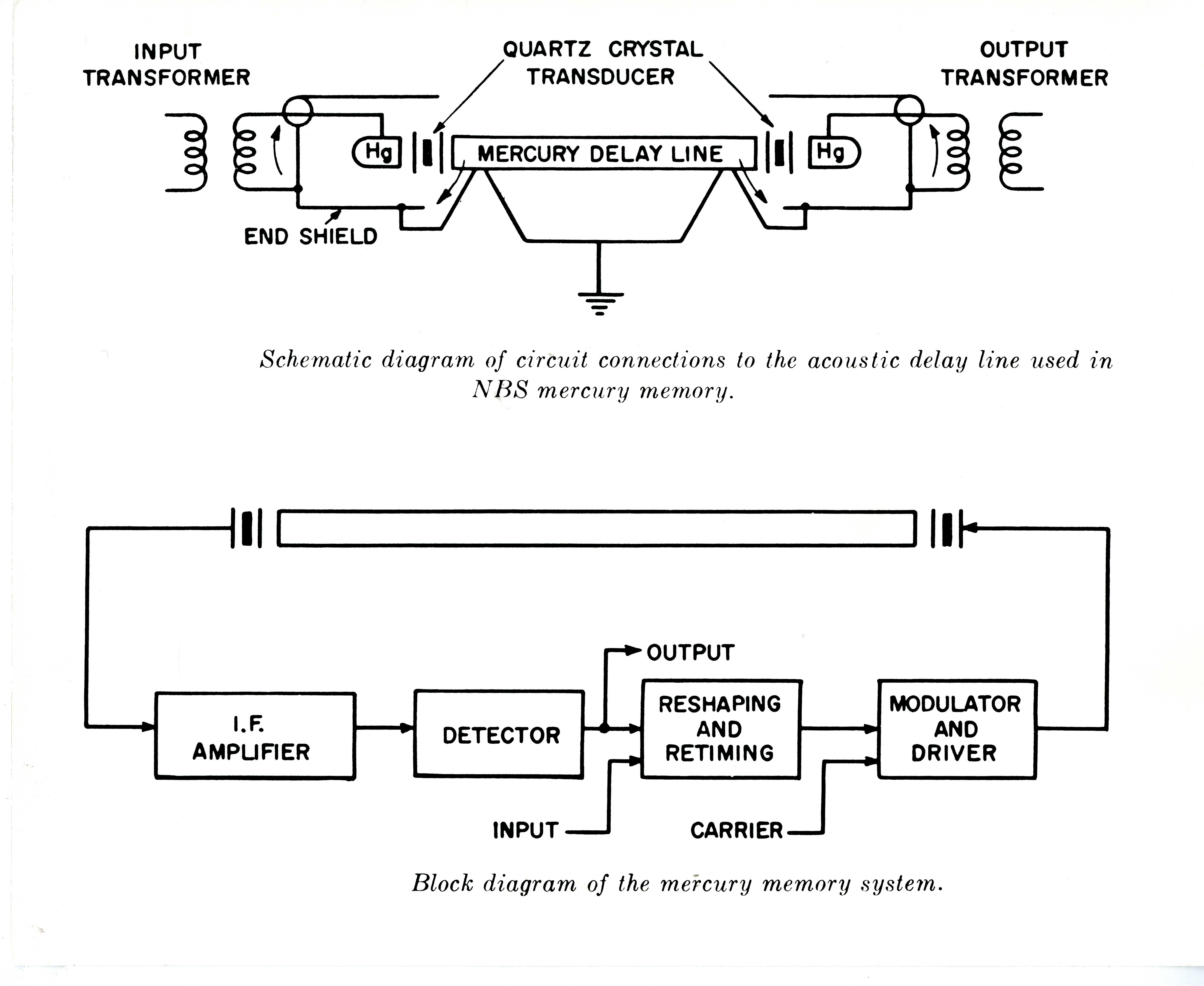
طرح‌واره‌ی اتصالات مدار به خط تاخیر آکوستیک مورد استفاده در حافظه جیوه‌ای NBS (بالا). نمودار بلوکی سیستم حافظه جیوه‌ای (پایین)

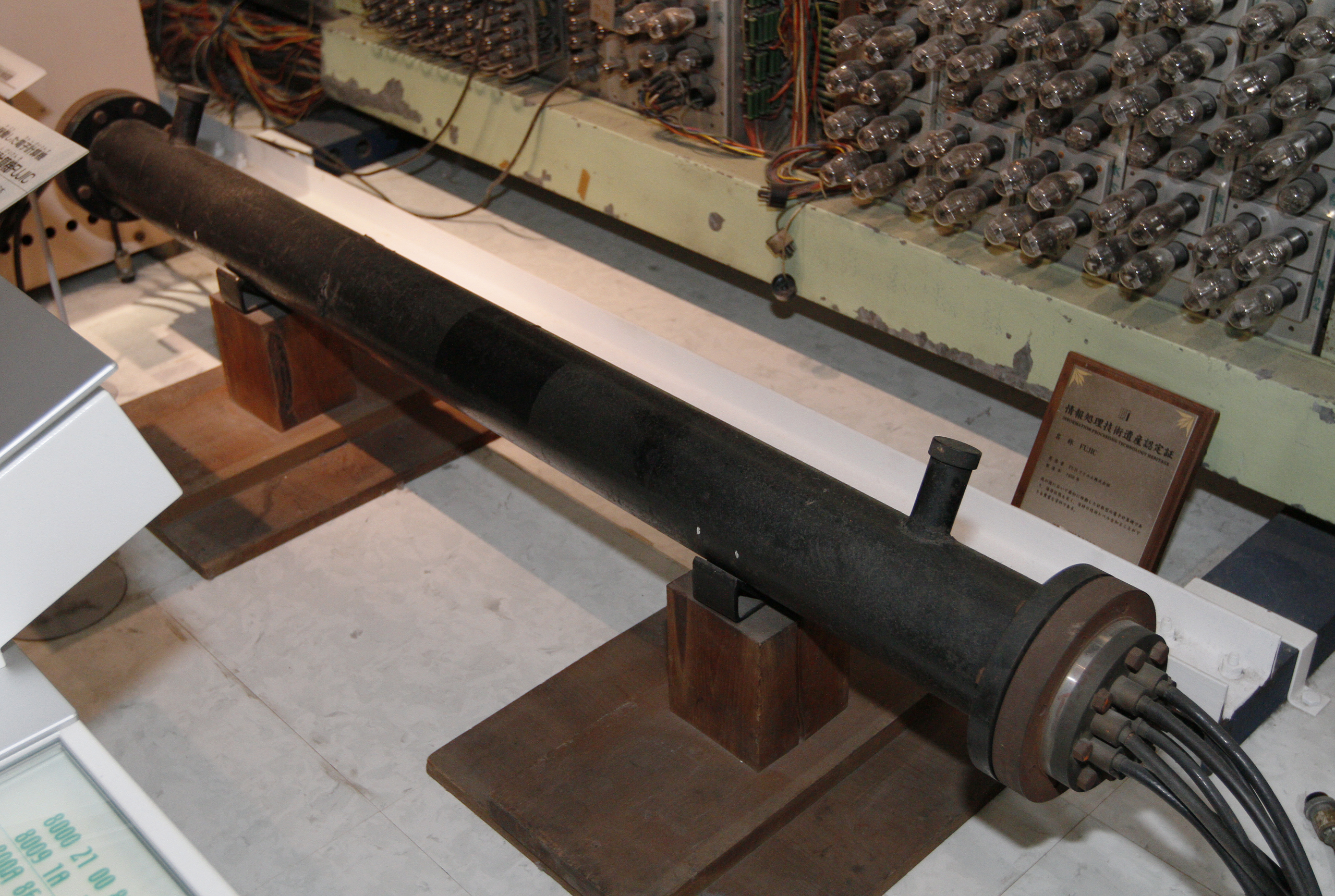
حافظه خط تأخیر جیوه‌ای فراصوتی FUJIC (ظرفیت: 255 کلمه = 8،415 بیت)

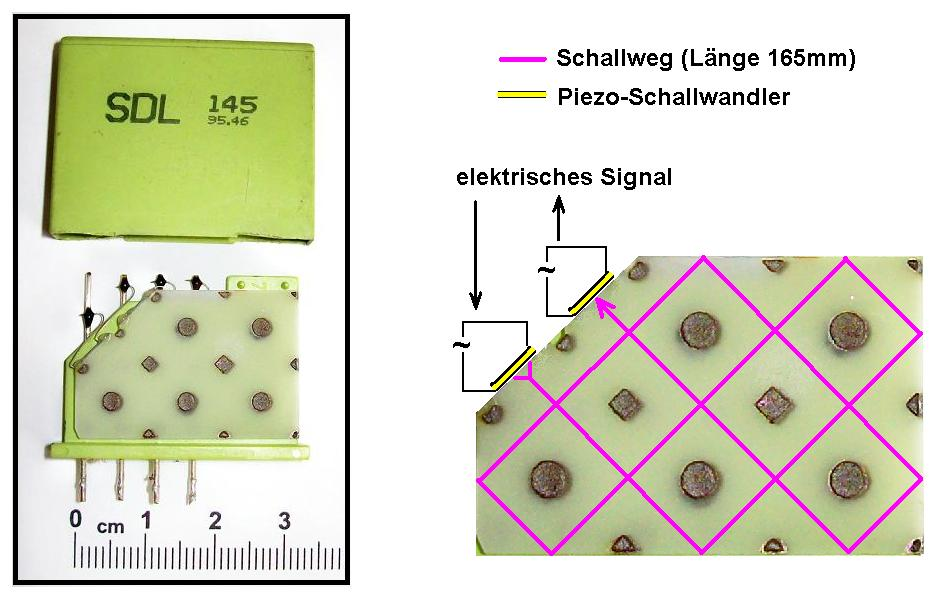
خط تأخیر فراصوتی از یک تلویزیون رنگی (زمان تاخیر 64 μs)، در حال نشان دادن مسیر امواج صوتی (صورتی) و مبدل (زرد، بالا سمت چپ)

یک خط تأخیر آنالوگ، شبکه ای از اجزای الکتریکی است که در به صورت  آبشاری متصل شده، که هر عنصر جداگانه باعث ایجاد اختلاف زمانی یا تغییر فاز بین سیگنال ورودی و سیگنال خروجی آن می‌شود. این بر روی سیگنال‌های آنالوگ  که دامنه آن‌ها بطور مداوم تغییر می‌کند، عمل‌می‌کند. یک نمونه از قطعه ردیف پیمانه‌ای است.  
خطوط تأخیر آنالوگ در بسیاری از مدارهای پردازش سیگنال استفاده می‌شود. به عنوان مثال استاندارد تلویزیون پال از یک خط تاخیر آنالوگ برای ذخیره کل خط جاروب تصویر استفاده می‌کند. 

## تاریخ
در دهه 1920 از شبکه‌های نردبان سلفی-خازنی به عنوان خطوط تاخیر آنالوگ استفاده شد. به عنوان مثال، جستجوگر آشکارساز سونار فرانسیس هوبارد در سال 1921 ثبت اختراع شد. هوبارد از این امر به عنوان یک خط انتقال مصنوعی یاد کرد. در سال 1941، جرالد تاونی از شرکت اسپیری ژیروسکپ ثبت اختراع را روی بسته‌بندی جمع و جور شبکه نردبان سلفی-خازنی ثبت کرد که به صراحت از آن به عنوان خط تأخیر زمانی نام برد.